# Tra(sgre)dire
Tra(sgre)dire (también conocida como Cheeky!, Cheeky o Transgressing en inglés) es una película erótica, dramática y de comedia del 2000 dirigida por el italiano Tinto Brass y protagonizada por la ucraniana Yuliya Mayarchuk y el italiano Jarno Berardi.

## Trama
Carla Burin (Yuliya Mayarchuk), una estudiante veinteañera veneciana, busca en una agencia inmobiliaria un apartamento para alquilar y vivir con su novio de la escuela Matteo (Jarno Berardi) en Londres, con quien posteriormente se iba a encontrar en la capital británica. Moira, la dueña de la agencia (Francesca Nunzi), le toca sin querer un pecho y empiezan a manosearse. Luego, Moira la invita a su casa. Posteriormente, Carla llama a Matteo masturbándose, lo que le hace pensar paranoicamente (ya sabe cómo es su novia) que está con alguien más, y su amigo de la escuela Bernard (Mauro Lorenz) le dice que le está siendo infiel. En Venecia, sin embargo, Matteo la extraña mucho, la va a buscar a su casa y hasta empieza a fantasear con ella. Cuando lo recibe el papá de Carla, lo lleva a un cuarto y en él Matteo descubre una carta de amor de Bernard dirigida a Carla, con una foto de ella desnuda, por lo que se da cuenta de que con su mismo amigo le es infiel. Mientras, Carla y la dueña de la agencia siguen en su sexo desenfrenado y pasan unas horas juntas teniendo sexo paseándose por Londres. Matteo le llama por teléfono a Carla y le dijo que cancelaba su viaje a Londres por facilona, y se preocupa mucho por la reacción de Matteo. Después, acepta el contrato de Mario, el exmarido de Moira (Max Parodi), en una fiesta suya, para que le den el apartamento, en la cual tuvo sexo con él, y luego de una charla con Moira, Carla se pone a llorar porque extraña a Matteo. Cuando Matteo llegó por sorpresa al apartamento que había alquilado Carla en Londres, la ve besándose y manoseándose con Moira, sin embargo, esta se va, Matteo descarga su ira con su novia y se va furioso. Posteriormente intenta ligarse a una mucama de gran belleza, pero le dice que no le dejan tener novio en su trabajo. Al llegar a sentarse triste y decepcionado a un parque, ve a muchas parejas haciendo el amor, y decide rendirse al masturbarse para tratar de olvidar a Carla. Al final, llega ella y su añoro por la joven lo obliga a volver con ella.

## Curiosidades
- El director, Tinto Brass, también actúa en esta película, como el encargado del estudio fotográfico de Londres que manosea a Carla.

- La esposa de Tinto Brass, Carla Cipriani, le ayudó a escribir la película.

- La película tiene cierto parecido con Nerosubianco (1969), otra película de Tinto Brass grabada en Londres.

## Reparto
- Yuliya Mayarchuk es Carla.
- Jarno Berardi es Matteo.
- Francesca Nunzi es Moira.
- Max Parodi es Mario.
- Mauro Lorenz es Bernard.
- Vittorio Attene es Luca.
- Antonio Salines es el padre de Carla.
- Leila Carli es Nina.
- Tinto Brass es el encargado del estudio fotográfico.